# Giải vô địch bóng đá U-19 Đông Nam Á 2013
 Giải vô địch bóng đá U-19 Đông Nam Á 2013 được diễn ra từ ngày 9 tháng 9 đến 22 tháng 9 năm 2013, tại Indonesia. 11 đội tuyển thành viên của Liên đoàn bóng đá Đông Nam Á được chia thành 2 bảng.
Australia, đội ban đầu được phân vào bảng A, đã tuyên bố rút lui vào ngày 8 tháng 9 năm 2013, do thiếu sự chuyển bị trước giải. Indonesia vô địch giải đấu sau khi đánh bại đội tuyển bất bại trước đó, đội tuyển Việt Nam, sau loạt sút luân lưu. Đây cũng là chức vô địch đầu tiên của họ kể từ khi giải đấu được thành lập năm 2002.

## Địa điểm
| Sidoarjo                  | Gresik                  |
| ------------------------- | ----------------------- |
| Sân vận động Gelora Delta | Sân vận động Petrokimia |
| Sức chứa: 35.000          | Sức chứa: 25.000        |
|                           |                         |

## Bảng xếp hạng & Kết quả
Thời gian thi đấu được tính theo giờ địa phương (UTC+07:00)

### Bảng A
| Đội         | Tr | T | H | B | BT | BB | HS | Đ  |
| ----------- | -- | - | - | - | -- | -- | -- | -- |
| Đông Timor  | 4  | 3 | 1 | 0 | 9  | 4  | +5 | 10 |
| Lào         | 4  | 3 | 0 | 1 | 10 | 5  | +5 | 9  |
| Campuchia   | 4  | 2 | 0 | 2 | 9  | 9  | 0  | 6  |
| Singapore   | 4  | 1 | 1 | 2 | 6  | 8  | −2 | 4  |
| Philippines | 4  | 0 | 0 | 4 | 4  | 12 | −8 | 0  |

| Lào                                 | 3 – 1    | Philippines       |
| ----------------------------------- | -------- | ----------------- |
| Natphasouk 26', 84' · Somsanith 69' | Chi tiết | Amita 57' (ph.đ.) |

| Singapore         | 1 – 1    | Đông Timor |
| ----------------- | -------- | ---------- |
| Hazim 26' (ph.đ.) | Chi tiết | Gusmao 2'  |

| Singapore                                | 3 – 1    | Philippines     |
| ---------------------------------------- | -------- | --------------- |
| Mahathir 29' · Lightfoot 44' · Hazim 74' | Chi tiết | Benedicto 90+3' |

| Campuchia   | 1 – 3    | Lào                             |
| ----------- | -------- | ------------------------------- |
| Bottroi 78' | Chi tiết | Saysana 41', 70' · Sipasong 53' |

| Campuchia   | 1 – 3    | Đông Timor                   |
| ----------- | -------- | ---------------------------- |
| Phallin 53' | Chi tiết | Adelino 58', 76' · Alves 80' |

| Lào                                     | 3 – 0    | Singapore |
| --------------------------------------- | -------- | --------- |
| Kongmathilath 7' · Kettavong 43', 90+1' | Chi tiết |           |

| Đông Timor                      | 3 – 1    | Lào                 |
| ------------------------------- | -------- | ------------------- |
| Alves 70', 83' · Januario 90+1' | Chi tiết | Saysana 36' (ph.đ.) |

| Philippines   | 1 – 4    | Campuchia                                         |
| ------------- | -------- | ------------------------------------------------- |
| Benedicto 27' | Chi tiết | Makara 50' · Tola 60' · Bottroi 81' · Samnang 87' |

| Campuchia                  | 3 – 2    | Singapore                       |
| -------------------------- | -------- | ------------------------------- |
| Tola 49', 83' · Veasna 81' | Chi tiết | Muhelmy 57' · Hazim 75' (ph.đ.) |

| Philippines  | 1 – 2    | Đông Timor              |
| ------------ | -------- | ----------------------- |
| Bautista 51' | Chi tiết | Magno 26' · Almeida 44' |

### Bảng B
| Đội       | Tr | T | H | B | BT | BB | HS  | Đ  |
| --------- | -- | - | - | - | -- | -- | --- | -- |
| Việt Nam  | 5  | 5 | 0 | 0 | 15 | 5  | +10 | 15 |
| Indonesia | 5  | 3 | 1 | 1 | 12 | 5  | +7  | 10 |
| Malaysia  | 5  | 2 | 2 | 1 | 9  | 4  | +5  | 8  |
| Myanmar   | 5  | 1 | 2 | 2 | 13 | 10 | +3  | 5  |
| Thái Lan  | 5  | 1 | 1 | 3 | 16 | 12 | +4  | 4  |
| Brunei    | 5  | 0 | 0 | 5 | 1  | 30 | −29 | 0  |

| Việt Nam                                          | 3 – 2    | Thái Lan                  |
| ------------------------------------------------- | -------- | ------------------------- |
| Nguyễn Công Phượng 12' · Nguyễn Văn Toàn 15', 44' | Chi tiết | Buran 2' · Miprathang 85' |

| Indonesia                                       | 5 – 0    | Brunei |
| ----------------------------------------------- | -------- | ------ |
| Ilham 12', 30' · Alqomar 27' · Muchlis 62', 85' | Chi tiết |        |

| Malaysia  | 1 – 1    | Myanmar             |
| --------- | -------- | ------------------- |
| Jafri 88' | Chi tiết | Maung Maung Soe 40' |

| Việt Nam                  | 1 – 0    | Malaysia |
| ------------------------- | -------- | -------- |
| Nguyễn Phong Hồng Duy 79' | Chi tiết |          |

| Myanmar             | 1 – 2    | Indonesia          |
| ------------------- | -------- | ------------------ |
| Nyein Chan Aung 17' | Chi tiết | Evan 6' · Putu 16' |

| Thái Lan | 8 – 0    | Brunei |
| --- | -------- | ------ |
| Miprathang 1' · Phunklai 12' · Samphodi 37' · Jeentanorm 45' (ph.đ.), 47' · Buran 74' · Sukchuai 78' · Thawornsak 88' | Chi tiết |        |

| Brunei | 0 – 6    | Myanmar                                                                                                 |
| ------ | -------- | --- |
|        | Chi tiết | Aung Thu 4', 71' · Naung Naung Latt 35' · Si Thu Aung 45+1' · Nyein Chan Aung 59' · Maung Maung Soe 79' |

| Thái Lan      | 1 – 2    | Malaysia            |
| ------------- | -------- | ------------------- |
| Homkhajon 51' | Chi tiết | Arif 14' · Alif 74' |

| Indonesia | 1 – 2    | Việt Nam                               |
| --------- | -------- | -------------------------------------- |
| Evan 1'   | Chi tiết | Phạm Đức Huy 31' · Nguyễn Văn Toàn 35' |

| Myanmar      | 1 – 3    | Việt Nam                        |
| ------------ | -------- | ------------------------------- |
| Saw Si I 65' | Chi tiết | Nguyễn Văn Toàn 15', 41', 90+3' |

| Malaysia                                                       | 5 – 0    | Brunei |
| -------------------------------------------------------------- | -------- | ------ |
| Thanabalan 8' · Arif 23' (ph.đ.), 38' · Shamie 24' · Jafri 78' | Chi tiết |        |

| Indonesia                    | 3 – 1    | Thái Lan       |
| ---------------------------- | -------- | -------------- |
| Evan 15', 76', 90+4' (ph.đ.) | Chi tiết | Phunklai 45+3' |

| Thái Lan                                | 4 – 4    | Myanmar                                                     |
| --------------------------------------- | -------- | ----------------------------------------------------------- |
| Veerachat 36' · Jansawang 44', 62', 67' | Chi tiết | Yan Naing Oo 2', 87' · Nyein Chan Aung 23' · Than Paing 29' |

| Brunei   | 1 – 6    | Việt Nam |
| -------- | -------- | --- |
| Faiq 70' | Chi tiết | Trương Văn Thiết 7' (ph.đ.) · Phạm Trùm Tỉnh 34', 86' · Nguyễn Minh Thái 42' · Phan Thanh Hậu 47' · Lâm Ti Phông 58' |

| Indonesia | 1 – 1    | Malaysia  |
| --------- | -------- | --------- |
| Ilham 53' | Chi tiết | Jafri 19' |

## Vòng đấu loại trực tiếp
|  | Bán kết                        | Bán kết  |                                |       | Chung kết | Chung kết |
|  |                                |          |                                |       |           |           |
|  | 20 tháng 9 năm 2013 – Gresik   |          |                                |       |           |           |
|  |                                |          |                                |       |           |           |
|  | Đông Timor                     | 0        |                                |       |           |           |
|  | Đông Timor                     | 0        | 22 tháng 9 năm 2013 – Sidoarjo |       |           |           |
|  | Indonesia                      | 2        |                                |       |           |           |
|  | Indonesia                      | 2        | Indonesia                      | 0 (7) |           |           |
|  | 20 tháng 9 năm 2013 – Sidoarjo |          | Indonesia                      | 0 (7) |           |           |
|  |                                | Việt Nam | 0 (6)                          |       |           |           |
|  | Việt Nam                       | Việt Nam | 0 (6)                          | 1     |           |           |
|  | Việt Nam                       |          |                                | 1     |           |           |
|  | Lào                            | 0        |                                |       |           |           |
|  | Lào                            | 0        | Tranh hạng ba                  |       |           |           |
|  |                                |          |                                |       |           |           |
|  | 22 tháng 9 năm 2013 – Sidoarjo |          |                                |       |           |           |
|  |                                |          |                                |       |           |           |
|  | Lào                            | 2        |                                |       |           |           |
|  | Lào                            | 2        |                                |       |           |           |
|  | Đông Timor                     | 4        |                                |       |           |           |

### Bán kết
| Đông Timor | 0 – 2    | Indonesia                |
| ---------- | -------- | ------------------------ |
|            | Chi tiết | Ilham 9' · Hargianto 60' |

| Việt Nam               | 1 – 0    | Lào |
| ---------------------- | -------- | --- |
| Nguyễn Công Phượng 75' | Chi tiết |     |

### Tranh giải ba
| Lào                               | 2 – 4    | Đông Timor                             |
| --------------------------------- | -------- | -------------------------------------- |
| Kongmathilath 29' · Somsanith 68' | Chi tiết | Adelino 45', 45+1', 58' · Nataniel 69' |

### Chung kết
| Indonesia                                                                         | 0 – 0 (s.h.p.) | Việt Nam |
| --------------------------------------------------------------------------------- | -------------- | --- |
|                                                                                   | Chi tiết       | |
| Loạt sút luân lưu                                                                 |                | |
| Fatchurohman · Evan · Zulfiandi · Drajad · Hendra · Hansamu · Putu · Pali · Ilham | 7 – 6          | Lê Văn Sơn · Trần Hữu Đông Triều · Hoàng Thanh Tùng · Nguyễn Tuấn Anh · Lâm Ti Phông · Nguyễn Hữu Anh Tài · Phan Thanh Hậu · Nguyễn Văn Toàn · Phạm Đức Huy |

## Vô địch
| Vô địch giải vô địch bóng đá U-19 Đông Nam Á 2013 |
| ------------------------------------------------- |
| Indonesia Lần thứ nhất                            |

## Danh sách cầu thủ ghi bàn
6 bàn
- Nguyễn Văn Toàn

5 bàn
- Evan Dimas Darmono
- Adelino Trindade

4 bàn
- Ilham Udin Armaiyn

3 bàn
| - Nub Tola - Lembo Saysana - Muhammad Arif Mohamed Anwar | - Muhammad Jafri - Nyein Chan Aung - Muhammad Hazim Faiz | - Tanadol Jansawang - Frangcyatma Alves |

2 bàn
| - Va Bottroi - Muchlis Hadi Ning Syaifulloh - Phithack Kongmathilath - Soukchinda Natphasouk - Souksavanh Somsanith | - Aung Thu - Maung Maung Soe - Yan Naing Oo - Nikko Benedicto - Chaiyawat Buran | - Kullachat Jeentanorm - Ratchanon Phunklai - Supravee Miprathang - Nguyễn Công Phượng - Phạm Trùm Tỉnh |

1 bàn
| - Faiq Jefri Bolkiah - Hoy Phallin - Moung Makara - Neth Veasna - Sok Samnang - Alqomar Tehupelasury - Muhammad Hargianto - Putu Gede Juti Antara - Armisay Kettavong - Bounthavy Sipasong - Muhammad Alif Haikal - Nur Shamie Iszuan Amin - Thanabalan Nadarajah | - Naung Naung Latt - Saw Si I - Si Thu Aung - Than Paing - Arnel Amita - Junell Bautista - Jeffrey Lightfoot - Mahathir Azeman - Muhammad Muhelmy - Atthawit Sukchuai - Chaowat Veerachart - Chenrop Samphodi - Kandanai Thawornsak | - Piyapong Homkhajon - Carlos Magno - Januario Jesus - Jose Almeida - Marcos Gusmao - Nataniel de Jesus Reis - Lâm Ti Phông - Nguyễn Minh Thái - Nguyễn Phong Hồng Duy - Phạm Đức Huy - Phan Thanh Hậu - Trương Văn Thiết |